# Pelidnota chiriquina
Pelidnota chiriquina är en skalbaggsart som beskrevs av Bates 1904. Pelidnota chiriquina ingår i släktet Pelidnota och familjen Rutelidae. Inga underarter finns listade i Catalogue of Life.